# Pierre Nicole

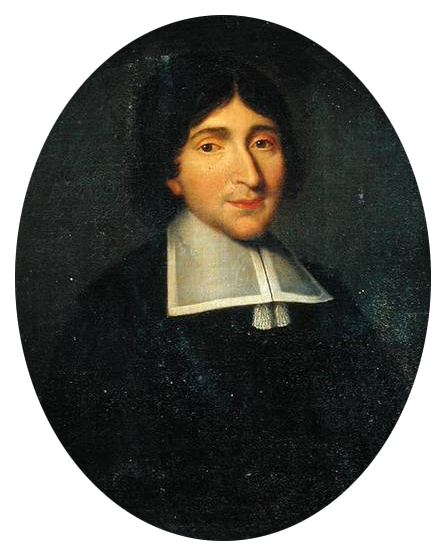

Pierre Nicole, född den 19 oktober 1625 i Chartres, död den 16 november 1695 i Paris, var en fransk jansenist.
Nicole blev anställd vid Port-Royal som lärare i klassisk litteratur och filosofi samt deltog, vid Pascals och Arnaulds sida, i detta samfunds strider mot jesuiterna. Han lämnade Pascal materialet till dennes Lettres à un provincial och skrev en vida spridd parallell därtill: Lettres sur l’hérésie (1664). Sedan han måst undan jesuiternas förföljelser söka sin tillflykt i Belgien 1679–1681, slöt han fred med ortodoxin och vände åter till Frankrike.  Under sin sista tid sökte han utplåna minnet av sin jansenism genom polemiska skrifter mot kalvinismen.
I Nordisk framiljebok heter det: "Hans skriftställeri uppbäres af fin urskillning, lyftning i tankarna och stränga moralkraf; dock kan man anmärka en viss entonighet och brist på originalitet." Bland hans arbeten förtjänar att nämnas hans berömda "Port royal-logik": La logique ou l’art de penser (1659), vidare Les imaginaires et les visionnaires (2 band, 1667) och Essais de morale et instructions théologiques (25 band, 1671 ff., ny upplaga 1744-55; utgivna i urval 1857). Nicole var Racines lärare.